# RTS Couleur 3
RTS Couleur 3 è la terza stazione radiofonica pubblica della Svizzera romanda, di proprietà di RTS. È specializzata nella musica pop rock, ma trasmette anche hip hop e reggae; la sua sede è a Losanna. Facendo parte del servizio pubblico, essa non trasmette pubblicità. La radio è diffusa in FM e DAB nella Svizzera Romanda, via cavo in tutto il territorio svizzero, via satellite in Europa, Nord Africa e Medio Oriente ed in streaming in tutto il mondo. Dal 2005, dei podcast di alcuni programmi sono disponibili nel sito ufficiale, anche attraverso applicazioni dedicate.
Oltre a Les deux minutes du peuple, RTS Couleur 3 include, oltre alla programmazione musicale, programmi umoristici ed informativi condotti dai principali speaker del canale: Les caissières, Enfin des bonnes nouvelles, Ils étaient une fois l'homme, Gloria Success, les micro-trottoirs de Duja, La chronique de Grosjean, Tonton Pierrick, Le microsillon du jour, etc.

## Loghi

1982-1986[senza fonte]
1986-1995[senza fonte]
1995-2003[senza fonte]
2003-2012
Logo utilizzato dal 29 febbraio 2012 al 15 settembre 2016
Logo utilizzato dal 15 settembre 2016 al 25 agosto 2024
Logo in uso dal 25 agosto 2024

## Storia

### Contesto
All'inizio degli anni ottanta, una scena rock modesta inizia a prendere piede nella Svizzera romanda, in particolare nei centri autonomi, e non beneficia d'alcun collegamento con il monopolio della radio pubblica. Ci sono le prime radio private, perseguite dalle Poste svizzere, che propongono una programmazione musicale più vicina ai gusti giovanili. Al contrario, l'Italia adotta una legislazione più aperta in materia di media ed il 28 novembre 1979, Roger Schawinski lancia Radio 24. Inizia a trasmettere in direzione di Zurigo dal ripetitore di Pizzo Groppera. Presto sarà chiusa, ma Schawinski riuscirà a raccogliere 212.000 firme per la sua petizione per una radio libera in Svizzera e riunire 5000 persone per una manifestazione a Berna nel gennaio del 1980. Per quanto riguarrda la Svizzera Romanda, s'inizia a sentir parlare della proposta di Radio Mont-Blanc, il cui trasmettitore dovrebbe essere installato anche in Italia. Alcune radio libere sono state chiuse anche in Francia, e François Mitterrand, allora candidato alle elezioni presidenziali del 1981, s'è dichiarato favorevole alla liberalizzazione dell'etere.

### Égale 3
Mentre la SRG SSR discute ancora una volta delle sue difficoltà finanziarie, Leo Schurmann, il suo direttore generale, fiuta il cambiamento e marca la necessità d'occupare il terreno prima che se ne impadronisca la concorrenza, e lancia un concorso d'idee. Il solo progetto che approda sulla scrivania del direttore generale della SRG SSR, è quello della Radio Svizzera Romanda. Si chiama Égale 3.
Égale 3, durante le 2 settimane che andavano dal 27 aprile al 10 maggio 1981, trasmette sulle frequenze de La Première e riscontra un netto successo fra il pubblico. Una squadra, costituita da Jean-François Acker, Jean Charles, Madeleine Caboche ed esordienti, come Francis Parel, Daniel Fazan o Sandra Mamboury si lancia in quest'inedita avventura: trasmettere un intero palinsesto destinato prioritariamente ai giovani, e non singole trasmissioni disperse in un palinsesto. Una radio musicale innanzitutto, che trasmetta la musica del momento, un modo di parlare marcatamente giovanile ed informazioni non troppo pesanti.
La Maison de la Radio riceve 20000 lettere entusiastiche. I sondaggi, qualche settimana più tardi, mostrano che il 36% dei Romandi che hanno più di 15 anni ascoltano Égale 3.
Questo successo clamoroso fa rumore anche a Berna, ed il 25 agosto 1981 il Comitato centrale della SSR approva l'idea d'introdurre delle terze emittenti nelle 3 regioni linguistiche. Ma bisogna convincere ancora il Consiglio federale svizzero.

### La fase notturna
Per evitare di perdere troppo tempo e per approfittare del sentimento di simpatia, si è deciso di continuare l'esperimento di Egale 3 nell'unica fascia disponibile: quella notturna.
Liste noire inizia le trasmissioni a mezzanotte per terminarle alle 6 del mattino sulle frequenze de La Première, e fino alle 7 del mattino sulle frequenze di Espace 2, cancellando di colpo una tradizione fino a quel momento inamovibile: scompare l'inno nazionale che chiude le trasmissioni subito dopo il bollettino radio di mezzanotte. Dal 21 novembre 1981, quelle 6 ore di trasmissioni non-stop preparano il terreno alla futura nascita di Couleur 3.
Per quanto riguarda la diffusione delle (future) trasmissioni, dapprima s'è pensato d'utilizzare una parte dei ripetitori di RSR 1, come nel caso d'Égale 3. Un ripiego insoddisfacente: intervengono, però, le Poste Svizzere, le quali installano nel gennaio del 1982 un ripetitore supplementare a La Dôle. La copertura del Lago Lemano è stato quindi garantita in FM stereo, cella del Canton Vallese su onde medie.
Leo Schurmann, direttore della SRG SSR, fa avanzare il dossier con il Consiglio federale Svizzero. Egli deve affrontare la concorrenza di diversi organismi interessati a sostenere un terzo programma radiofonico, in particolare i gruppi evangelici e conservatori tedeschi, tradizionalmente contrari al servizio pubblico, che ritengono troppo a sinistra la nascente radio. Ciò porta, il 17 febbraio 1982, ad un'autorizzazione di prova di 3 anni.

### Couleur 3
Una settimana più tardi, il 24 febbraio a mezzogiorno, dopo una conferenza stampa a Losanna, Leo Schurmann, patron de la SSR, ha premuto il bottone che ha permesso la trasmissione nell'etere del primo jingle di Couleur 3; l'emittente è nata, ed adesso, le ore sono di colore giallo, bianco, rosso, blu o nero. È Jean-Charles a lanciare i primi 3 dischi (nell'ordine,  Robert Charlebois (Super Baby), Joe Cocker e Santana).
Le reazioni sono numerose. Così ha reagito un lettore di Confédéré, il 7 maggio 1982: « I giovani sono viziati dalla musica moderna; perdono buona parte della giornata a cercarla con la radio. Molto incoraggiante la loro integrazione sociale, tendono più verso la droga e l'inutilità». In realtà si prospetta un destino più positivo per Couleur 3.
I primi sondaggi d'ascolto partono nel mese di giugno. I risultati sono piuttosto incoraggianti: in effetti, il 28% degli svizzeri francesi ascoltano Couleur 3 ed il 69 % d'essi è soddisfatto della programmazione musicale.
Nello stesso tempo, gli abitanti delle zone non coperte dal segnale promuovono delle petizioni, una situazione che migliorerà gradualmente nel corso degli anni, con nuovi ripetitori.
Ai tempi, i programmi serali e notturni sono prodotti a Ginevra e sono diretti da Jean-François Acker, pioniere del rock nella radio svizzera di lingua francese, mentre quelli diurni sono realizzati a Losanna e sono diretti da Jean-Charles; Frank Musy è il responsabile dell'informazione. Questa direzione bicefala comporta diversi attriti interni e, alla fine del suo primo mandato, all'inizio del 1983, Jean-Charles lascia il posto a Jean-François Acker, che rimarrà per 5 anni, dimettendosi nel 1986.

## Esportazione
SRF, la radio svizzera di lingua tedesca, ripete in orario notturno i programmi di Couleur 3, che acquista così un grosso potenziale di pubblico nella Svizzera tedesca e nella Germania del Sud. Couleur 3 è stata ugualmente molto popolare con radioascoltatori della vicina Francia, Giura francese, Alta Savoia, Doubs ed Alto Reno, situati nella zona di copertura dell'emittente svizzera. Una soluzione più ufficiale verrà da Lione nel 1993.

## Cambio di pubblico
Nel corso della seconda metà degli anni 1990, gli ascolti calano notevolmente, passando dal 10% di share al 6, 5, 4, fino al 3,5% nel 2000. Se al suo inizio, Couleur 3 non ha avuto più di una mezza dozzina di concorrenti, da allora sono diventati molto numerosi: radio private francesi e svizzere, oltre alle emittenti radiofoniche diffuse via cavo, satellite ed Internet. Couleur 3 riequilibria il suo palinsesto musicale nel gennaio del 2001 verso il pop rock, senza trascurare però altri generi musicali.
Tra il 2001 ed il 2006, la durata media d'ascolto degli Svizzeri romandi d'età compresa fra i 15 ed i 34 anni è scesa di oltre il 20%, attestandosi a 65 minuti giornalieri. In questo contesto, Couleur 3, che riguarda proprio questa popolazione, può mantenere o addirittura migliorare leggermente il suo pubblico e la sua quota di mercato.

## Diffusione in Francia
Nel 1993, alcuni ammiratori lionesi di Couleur 3 fondano la società Virage ed ottengono una frequenza dal CSA. Riprendono i programmi di Couleur 3 grazie al satellite e trasmettono dal 10 gennaio 1994. Il canale è diretto all'epoca da Blaise Duc, il quale era favorevole a quest'espansione. La società francese si finanzia inserendo finestre pubblicitarie nei programmi della radio, finestre inesistenti nella versione originale svizzera. Oltre a Lione (89.3), anche Chambéry (89.9), Grenoble (89.4) e Chamonix-Mont-Blanc (99.9) sono coperte dal 1996. Delle versioni localizzate sono presenti nella ritrasmissione francese del canale.
Alla fine degli anni novanta, Virage conosce le prime difficoltà finanziarie. Christophe Mahé, che possiede, fra l'altro, la stazione Fréquence Jazz, corre in aiuto della società e rilancia le trasmissioni locali. Nel 2008, si fanno sentire le divergenze nel progetto di Christophe Mahé ed nel ruolo che la Couler 3 possa avere all'interno della sua radio: tutto ciò porta alla fine delle trasmissioni della radio elvetica nell'FM francese il 30 settembre 2008. Le frequenze detenute da Virage saranno occupate da Virage Radio. La Radio Suisse Romande lascia intendere che si tratta, comunque, di un'assenza provvisoria.
Couleur 3 rimane ricevibile in Francia solo nelle zone d'immediato confine (tramite ricezione diretta delle frequenze RSR), ma anche nell'Alsazia del Sud e nella zona nord del dipartimento di Doubs, a Montbéliard ou Maîche per esempio (104.8 MHz, ripetitore d'Ordons), sugli altopiani tra Doubs e Maîche Valdahon (104.2 MHz, ripetitore di Chasseral), a Villers-le-Lac (94.9 MHz, ripetitore di Villers-le-Lac) e nelle montagne del dipartimento di Jura entre Champagnole, Saint-Claude et Morez (105.6 MHz, ripetitore di St-Cergue). Couleur 3 ha altresì invitato i suoi ascoltatori francesi a sentirla attraverso il loro sito Internet.
Dal 30 dicembre 2008, Couleur 3 è di nuovo diffusa nell'etere radiofonico francese. È presente fin dal 2008 nel servizio radiofonico di Numéricable sul canale 544 e a Parigi sul canale 486, ed è diffusa anche dall'ISP Free.
Il 14 maggio 2009, Virage Radio prende il posto di Couleur 3 nell'FM francese. Il giorno dopo, alle 18h30, Couleur 3 è tornata nell'etere francese, per risparire di nuovo il 1º giugno.